# Najden Todorow
Najden Władisławow Todorow (bułg. Найден Владиславов Тодоров; ur. 8 kwietnia 1974 w Płowdiwie) – bułgarski dyrygent, w 2023 i w latach 2024–2025 minister kultury.

## Życiorys
Ukończył szkołę muzyczną w rodzinnej miejscowości, a w 1996 studia na Universität für Musik und darstellende Kunst Wien. Kształcił się w zakresie dyrygentury, był stypendystą jednej z izraelskich fundacji. Szkolił się wówczas w Izraelskiej Orkiestrze Filharmonicznej. W 2001 uzyskał magisterium z dyrygentury na Nowym Uniwersytecie Bułgarskim, a w 2013 ukończył na tej uczelni studia z zakresu zarządzania kulturą. W 1997 zainicjował festiwal „Trakijsko lato” w Płowdiwie. W 1998 został stałym dyrygentem orkiestry symfonicznej w Hajfie. Obejmował później stanowiska dyrektora muzycznego opery i filharmonii w Płowdiwie (2000), dyrektora artystycznego opery w Burgasie (2003) oraz dyrektora opery w Ruse (2005). W 2006 zadebiutował jako dyrygent w orkiestrze Berliner Symphoniker, a w 2010 w Wiedeńskiej Operze Państwowej. W 2017 został objął stanowisko dyrektora Filharmonii Sofijskiej. Wykładał na Nowym Uniwersytecie Bułgarskim, prowadził też program muzyczny w telewizji BNT 2. Brał udział w nagraniu ponad 130 płyt wydawanych w Austrii, Wielkiej Brytanii, Danii, Izraelu czy USA.
W lutym 2023 objął urząd ministra kultury w utworzonym wówczas technicznym drugim rządzie Gyłyba Donewa. Funkcję tę pełnił do czerwca 2023. W kwietniu 2024 ponownie został ministrem kultury, wchodząc w skład przejściowego gabinetu Dimityra Gławczewa. Pozostał na tym stanowisku również w utworzonym w sierpniu 2024 drugim gabinecie dotychczasowego premiera, kończąc urzędowanie w styczniu 2025.